# Chet Jastremski

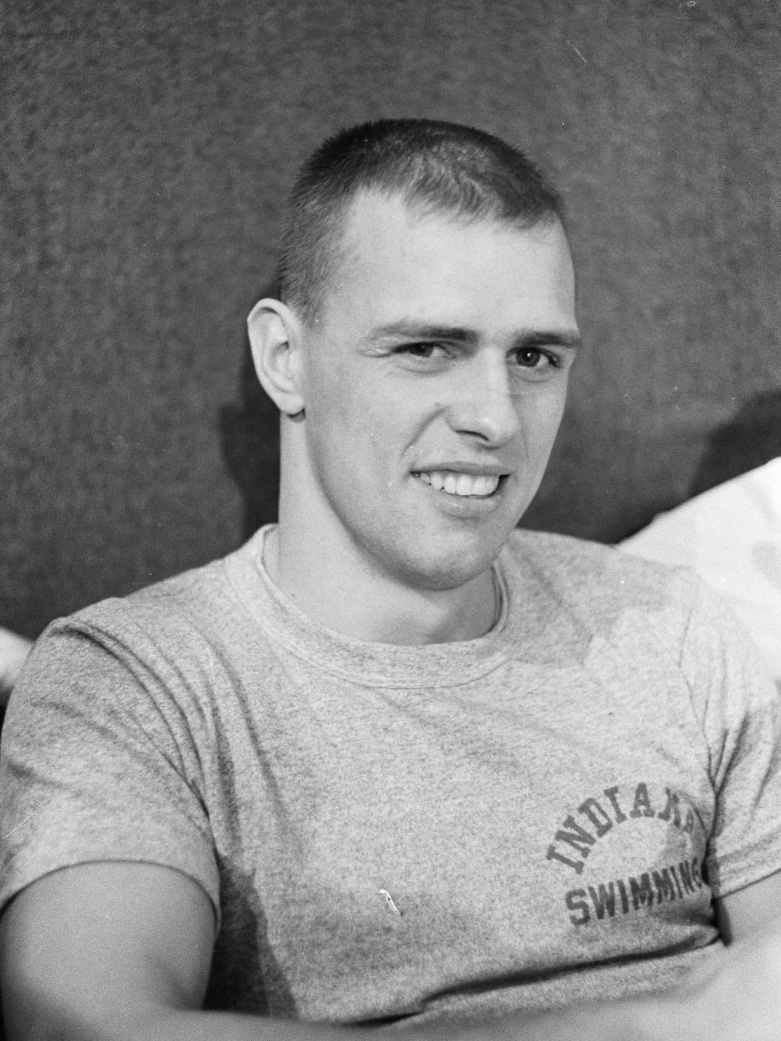
Chet Jastremski, 1963

Chester Andrew „Chet“ Jastremski (* 12. Januar 1941 in Toledo, Ohio, USA; † 3. Mai 2014) war ein US-amerikanischer Schwimmer.
Als Chet Jastremski an der Indiana University begann, war er ein Schmetterlingspezialist, wurde aber bald unter Trainer Counsilman zum damals weltbesten Brustschwimmer. Er schwamm 9 Weltrekorde, 17 US-Rekorde und war der erste Mensch, der die 100 Yards Brust unter einer Minute schwamm.
Jastremski figurierte auf der Titelseite des US-amerikanischen Sportmagazins Sports Illustrated vom 29. Januar 1962.
Bei den Olympischen Spielen 1964 in Tokio gewann er die Bronzemedaille über 200 m Brust. 1968 in Mexiko-Stadt bekam er für seinen Einsatz im Vorlauf Gold mit der US-amerikanischen 4 × 100-m-Lagenstaffel.
In seiner Eigenschaft als Arzt war Dr. Chet Jastremski Mitglied des US-amerikanischen medizinischen Teams bei den Olympischen Spielen 1976 in Montreal.
Er wurde 1977 in die International Swimming Hall of Fame aufgenommen.